# Basisdemocratie
Basisdemocratie is een vorm van democratie waarin zo veel mogelijk beslissingen op een zo laag mogelijk niveau worden genomen. Daarmee richt het zich tegen centralisme, technocratie en particratie. Een ander belangrijk kenmerk van basisdemocratie is dat participatie verwacht wordt van iedereen die door een bestuurlijke beslissing worden getroffen.
Directe democratie is daarvan de meest verregaande vorm, en daarbij kan gedacht worden aan het referendum, al dan niet op volksinitiatief. Directe democratie gaat ervan uit dat het volk bepaalde beslissingen rechtstreeks kan nemen zonder tussenkomst van een (vertegenwoordigend) bestuur. Dat is vanzelfsprekend eerder uitzondering dan regel. Als er dan toch vertegenwoordigende raden en bestuursorganen moeten verkozen worden, dan zal een basisdemocratisch statuut eerder verhinderen dat de macht zich te veel concentreert of bestendigt. Zij verzet zich tegen machtsconcentratie en tegen het leidersbeginsel, zelfs al is dat een democratisch verkozen leider. Een belangrijk middel daartoe is de scheiding der machten (trias politica): het opdelen van de macht in een wetgevende, een uitvoerende en een rechterlijke tak. Een ander middel is de beperking van de ambtstermijnen. Zo kan de president van de Verenigde Staten maar één keer opnieuw verkozen worden.  Daarnaast gaat het onder meer nog over openbaarheid van vergaderingen, openbaarheid van bestuur en petitierecht, dat wil zeggen de verplichting van het bestuur om op vragen te antwoorden. 
Basisdemocratie gaat er ook van uit dat er niet zoiets bestaat als dé volkswil. Er is bij elke keuze een meerderheid vóór en een minderheid tégen. Basisdemocratie kan dus geen eendracht opleggen. De minderheid moet accepteren dat het besluit uitgevoerd wordt, maar de meerderheid moet accepteren dat de minderheid kritisch blijft.   

## Recente geschiedenis
Het Engelse stadje Frome wordt sedert enkele jaren bestuurd door de Independents for Frome, een coalitie van onafhankelijke raadsleden zonder partij-affiliatie of uitgesproken ideologie. De coalitie beoefent een vorm van directe democratie, die steunt op het door Peter Macfadyen ontwikkeld concept van "flatpack democracy" (letterlijk “zelfbouw-democratie”, een flatpack is een doe-het-zelf-bouwpakket), en vooral oog heeft voor lokale problemen. 
Het initiatief heeft intussen in verschillende Britse gemeenten navolging gevonden.  